# Boksning under sommer-OL 2024
Boksning under sommer-OL 2024 afholdes mellem 27. juli og 10. august 2024 i Arena Paris Nord og Stade Roland Garros i Paris. Der konkurreres i i alt 13 vægtklasser, heraf syv for mænd og seks for kvinder.

## Program
| Nøgle | R32 | Sekstendedelsfinale | R16 | Åttendedelsfinaler | QF | Kvartfinaler | SF | Semifinaler | F | Finale | M | Morgen | E | Eftermiddag | A | Aften |

| Dato           | Lør 27. | Lør 27. | Søn 28. | Søn 28. | Søn 28. | Man 29. | Man 29. | Man 29. | Tir 30. | Tir 30. | Tir 30. | Ons 31. | Ons 31. | Ons 31. | Tor 1. | Tor 1. | Tor 1. | Fre 2. | Fre 2. | Lør 3. | Lør 3. | Søn 4. | Søn 4. | Man 5. | Tir 6. | Ons 7. | Tor 8. | Fre 9. | Lør 10. |
| Øvelse         | E       | A       | M       | E       | A       | M       | E       | A       | M       | E       | A       | M       | E       | A       | M      | E      | A      | E      | A      | E      | A      | M      | E      | A      | A      | A      | A      | A      | A       |
| -------------- | ------- | ------- | ------- | ------- | ------- | ------- | ------- | ------- | ------- | ------- | ------- | ------- | ------- | ------- | ------ | ------ | ------ | ------ | ------ | ------ | ------ | ------ | ------ | ------ | ------ | ------ | ------ | ------ | ------- |
| 51 kg herrer   |         |         |         |         |         |         |         |         | R16     | R16     | R16     |         |         |         |        |        |        | QF     | QF     |        |        | SF     | SF     |        |        |        | F      |        |         |
| 57 kg herrer   |         |         | R32     | R32     | R32     |         |         |         |         |         |         | R16     | R16     | R16     |        |        |        |        |        | QF     | QF     |        |        |        |        |        | SF     |        | F       |
| 63,5 kg herrer | R32     | R32     |         |         |         | R16     | R16     | R16     |         |         |         |         |         |         | QF     | QF     | QF     |        |        |        |        | SF     | SF     |        |        | F      |        |        |         |
| 71 kg herrer   |         |         | R32     | R32     | R32     |         |         |         |         |         |         | R16     | R16     | R16     |        |        |        |        |        | QF     | QF     |        |        |        | SF     |        |        | F      |         |
| 80 kg herrer   |         |         |         |         |         |         |         |         | R16     | R16     | R16     |         |         |         |        |        |        | QF     | QF     |        |        | SF     | SF     |        |        | F      |        |        |         |
| 92 kg herrer   |         |         | R16     | R16     | R16     |         |         |         |         |         |         |         |         |         | QF     | QF     | QF     |        |        |        |        | SF     | SF     |        |        |        |        | F      |         |
| +92 kg herrer  |         |         |         |         |         | R16     | R16     | R16     |         |         |         |         |         |         |        |        |        | QF     | QF     |        |        |        |        |        |        | SF     |        |        | F       |
| 50 kg damer    |         |         | R32     | R32     | R32     |         |         |         |         |         |         |         |         |         | R16    | R16    | R16    |        |        | QF     | QF     |        |        |        | SF     |        |        | F      |         |
| 54 kg damer    | R32     | R32     |         |         |         |         |         |         | R16     | R16     | R16     |         |         |         | QF     | QF     | QF     |        |        |        |        | SF     | SF     |        |        |        | F      |        |         |
| 57 kg damer    |         |         |         |         |         |         |         |         | R32     | R32     | R32     |         |         |         |        |        |        | R16    | R16    |        |        | QF     | QF     |        |        | SF     |        |        | F       |
| 60 kg damer    | R32     | R32     |         |         |         | R16     | R16     | R16     |         |         |         | QF      | QF      | QF      |        |        |        |        |        | SF     | SF     |        |        |        | F      |        |        |        |         |
| 66 kg damer    |         |         | R32     | R32     | R32     |         |         |         |         |         |         |         |         |         | R16    | R16    | R16    |        |        | QF     | QF     |        |        |        | SF     |        |        | F      |         |
| 75 kg damer    |         |         |         |         |         |         |         |         |         |         |         | R16     | R16     | R16     |        |        |        |        |        |        |        | QF     | QF     |        |        |        | SF     |        | F       |

## Medaljesammendrag

### Medaljetabel
*   Værtsnation ( Frankrig)
| Rank            | NOC                       | Guld | Sølv | Bronze | Total |
| --------------- | ------------------------- | ---- | ---- | ------ | ----- |
| 1               | Usbekistan                | 5    | 0    | 0      | 5     |
| 2               | Kina                      | 3    | 2    | 0      | 5     |
| 3               | Kinesisk Taipei           | 1    | 0    | 2      | 3     |
| 4               | Cuba                      | 1    | 0    | 1      | 2     |
| 5               | Ukraine                   | 1    | 0    | 0      | 1     |
| 5               | Algeriet                  | 1    | 0    | 0      | 1     |
| 5               | Irland                    | 1    | 0    | 0      | 1     |
| 8               | Frankrig*                 | 0    | 2    | 1      | 3     |
| 8               | Tyrkiet                   | 0    | 2    | 1      | 3     |
| 10              | Spanien                   | 0    | 1    | 1      | 2     |
| 10              | Kasakhstan                | 0    | 1    | 1      | 2     |
| 12              | Aserbajdsjan              | 0    | 1    | 0      | 1     |
| 12              | Kirgisistan               | 0    | 1    | 0      | 1     |
| 12              | Polen                     | 0    | 1    | 0      | 1     |
| 12              | Panama                    | 0    | 1    | 0      | 1     |
| 12              | Mexico                    | 0    | 1    | 0      | 1     |
| 17              | Australien                | 0    | 0    | 2      | 2     |
| 17              | Filippinerne              | 0    | 0    | 2      | 2     |
| 17              | Den Dominikanske Republik | 0    | 0    | 2      | 2     |
| 20              | Brasilien                 | 0    | 0    | 1      | 1     |
| 20              | Thailand                  | 0    | 0    | 1      | 1     |
| 20              | Kap Verde                 | 0    | 0    | 1      | 1     |
| 20              | Tyskland                  | 0    | 0    | 1      | 1     |
| 20              | Canada                    | 0    | 0    | 1      | 1     |
| 20              | Olympiske flygtningehold  | 0    | 0    | 1      | 1     |
| 20              | Nordkorea                 | 0    | 0    | 1      | 1     |
| 20              | Sydkorea                  | 0    | 0    | 1      | 1     |
| 20              | Bulgarien                 | 0    | 0    | 1      | 1     |
| 20              | USA                       | 0    | 0    | 1      | 1     |
| 20              | Tadsjikistan              | 0    | 0    | 1      | 1     |
| 20              | Storbritannien            | 0    | 0    | 1      | 1     |
| 20              | Georgien                  | 0    | 0    | 1      | 1     |
| Total (32 NOCs) | Total (32 NOCs)           | 13   | 13   | 26     | 52    |

### Herrer
| Event                  | Guld                                 | Sølv                                 | Bronze                                       |
| ---------------------- | ------------------------------------ | ------------------------------------ | -------------------------------------------- |
| Fluevægt (51 kg)       | Hasanboy Dusmatov · Usbekistan       | Billal Bennama · Frankrig            | Junior Alcántara · Den Dominikanske Republik |
| Fluevægt (51 kg)       | Hasanboy Dusmatov · Usbekistan       | Billal Bennama · Frankrig            | Daniel Varela de Pina · Kap Verde            |
| Fjervægt (57 kg)       | Abdumalik Khalokov · Usbekistan      | Munarbek Seiitbek Uulu · Kirgisistan | Charlie Senior · Australien                  |
| Fjervægt (57 kg)       | Abdumalik Khalokov · Usbekistan      | Munarbek Seiitbek Uulu · Kirgisistan | Javier Ibáñez · Bulgarien                    |
| Letvægt (63.5) kg      | Erislandy Álvarez · Cuba             | Sofiane Oumiha · Frankrig            | Wyatt Sanford · Canada                       |
| Letvægt (63.5) kg      | Erislandy Álvarez · Cuba             | Sofiane Oumiha · Frankrig            | Lasha Guruli · Georgien                      |
| Weltervægt (71 kg)     | Asadkhuja Muydinkhujaev · Usbekistan | Marco Verde · Mexico                 | Omari Jones · USA                            |
| Weltervægt (71 kg)     | Asadkhuja Muydinkhujaev · Usbekistan | Marco Verde · Mexico                 | Lewis Richardson · Storbritannien            |
| Letsværvægt (80 kg)    | Oleksandr Khyzhniak · Ukraine        | Nurbek Oralbay · Kasakhstan          | Cristian Pinales · Den Dominikanske Republik |
| Letsværvægt (80 kg)    | Oleksandr Khyzhniak · Ukraine        | Nurbek Oralbay · Kasakhstan          | Arlen López · Cuba                           |
| Sværvægt (92 kg)       | Lazizbek Mullojonov · Usbekistan     | Loren Alfonso · Aserbajdsjan         | Enmanuel Reyes · Spanien                     |
| Sværvægt (92 kg)       | Lazizbek Mullojonov · Usbekistan     | Loren Alfonso · Aserbajdsjan         | Davlat Boltaev · Tadsjikistan                |
| Supersværvægt (+92 kg) | Bakhodir Jalolov · Usbekistan        | Ayoub Ghadfa · Spanien               | Nelvie Tiafack · Tyskland                    |
| Supersværvægt (+92 kg) | Bakhodir Jalolov · Usbekistan        | Ayoub Ghadfa · Spanien               | Djamili-Dini Aboudou Moindze · Frankrig      |

### Damer
| Event              | Guld                          | Sølv                         | Bronze                                  |
| ------------------ | ----------------------------- | ---------------------------- | --------------------------------------- |
| Fluevægt (50 kg)   | Wu Yu · Kina                  | Buse Naz Çakıroğlu · Tyrkiet | Nazym Kyzaibay · Kasakhstan             |
| Fluevægt (50 kg)   | Wu Yu · Kina                  | Buse Naz Çakıroğlu · Tyrkiet | Aira Villegas · Filippinerne            |
| Bantamvægt (54 kg) | Chang Yuan · Kina             | Hatice Akbaş · Tyrkiet       | Pang Chol-mi · Nordkorea                |
| Bantamvægt (54 kg) | Chang Yuan · Kina             | Hatice Akbaş · Tyrkiet       | Im Ae-ji · Sydkorea                     |
| Fjervægt (57 kg)   | Lin Yu-ting · Kinesisk Taipei | Julia Szeremeta · Polen      | Esra Yıldız · Tyrkiet                   |
| Fjervægt (57 kg)   | Lin Yu-ting · Kinesisk Taipei | Julia Szeremeta · Polen      | Nesthy Petecio · Filippinerne           |
| Letvægt (60 kg)    | Kellie Harrington · Irland    | Yang Wenlu · Kina            | Wu Shih-yi · Kinesisk Taipei            |
| Letvægt (60 kg)    | Kellie Harrington · Irland    | Yang Wenlu · Kina            | Beatriz Ferreira · Brasilien            |
| Weltervægt (66 kg) | Imane Khelif · Algeriet       | Yang Liu · Kina              | Janjaem Suwannapheng · Thailand         |
| Weltervægt (66 kg) | Imane Khelif · Algeriet       | Yang Liu · Kina              | Chen Nien-chin · Kinesisk Taipei        |
| Mellemvægt (75 kg) | Li Qian · Kina                | Atheyna Bylon · Panama       | Caitlin Parker · Australien             |
| Mellemvægt (75 kg) | Li Qian · Kina                | Atheyna Bylon · Panama       | Cindy Ngamba · Olympiske flygtningehold |